# Cactus Springs
Cactus Springs é uma cidade fantasma no condado de Nye, estado de Nevada, nos Estados Unidos. Na atualidade está dentro dos limites do Nellis Air Force Range.

## História
A atividade mineira em Cactus Springs começou a trabalhar em 1901, quando depósitos de turquesa foram descobertos em Cactus Peak.
Em 1904, foi descoberta prata nas proximidades e em 1910  o  Lincoln Gold Mining Company construiu um pequeno campo mineiro chamado "Camp Rockefeller".
A atividade no  Cactus Range terminou em  1935 e o campo mineiro nunca teve uma população superior a 50 pessoas.